# Gneu Senti Saturní (cònsol any 41)
Gneu Senti Saturní (en llatí Cnaeus Sentius Saturninus) va ser un magistrat romà. Era fill de Cnaeus Sentius Saturninus, cònsol sufecte l'any 4.
Va ser nomenat cònsol l'any 41 juntament amb l'emperador Calígula. Quan l'emperador va ser assassinat aquell mateix any Saturní va fer un llarg discurs al senat contra la tirania, segons explica Flavi Josep, i demanant el retorn de la llibertat i de la República. Quan els pretorians van nomenar Claudi emperador, ell i altres senadors van preparar-se per oposar-s'hi, amb la força, si era necessari, i retornar el poder al senat. Una reunió d'aquests senadors amb Claudi va calmar els ànims. L'historiador Eutropi menciona un Senti Saturní que va ser un dels comandants que van anar amb Claudi a la Conquesta romana de Britànnia, que podria ser ell o el seu oncle Gai Senti Saturní.